# David Sider
David Sider (* 21. Juli 1940) ist ein US-amerikanischer Klassischer Philologe (Gräzist) und Philosophiehistoriker.
Sider begann seine akademische Ausbildung mit einem B.A. in Mathematik am City College of New York (1961), um daran einen M.A. (1963) und Ph.D. (1969) in Gräzistik an der Columbia University anzuschließen. Die Dissertation widmete er A Literary Study of Plato’s Theaetetus. Er lehrte an der University of North Carolina at Chapel Hill (1967–1975), an der University of Kentucky (1975–1976), an der University of Illinois at Urbana-Champaign (1976–1977), am Queens College der City University of New York (1980–1986), an der Fordham University (1986–2001) und an der New York University (2001 bis heute; jetzt emeritierter Professor).
Sider hat zur griechischen Philosophie (Vorsokratiker, besonders Anaxagoras) und Naturwissenschaft (Theophrast und Pseudo-Theophrastea) sowie zur griechischen Dichtung (zum Epigramm, vor allem zu Philodemos von Gadara und Simonides von Keos) gearbeitet. Zur Bibliothek in der Villa dei Papiri in Herculaneum hat er eine Monographie verfasst.

## Schriften (Auswahl)
- The Fragments of Anaxagoras. Edited with an Introduction and Commentary (Beiträge zur klassischen Philologie, 118). Hain Verlag, Meisenheim 1981; 2. Auflage, Academia-Verlag, Sankt Augustin 2005.
- The Epigrams of Philodemos. Introduction, Text, and Commentary. Oxford 1997.
- (Hrsg. mit Deborah Boedeker): The New Simonides. Contexts of Praise and Desire. Oxford 2001.
- The library of the Villa dei Papiri at Herculaneum. J. Paul Getty Museum, Los Angeles 2005, ISBN 978-0-89236-799-3
- mit C. Brunschön: Theophrastus of Eresus: On Weather Signs. Leiden 2007.
- (Hrsg. mit Dirk Obbink): Doctrine and Doxography. Studies on Heraclitus and Pythagoras. Berlin 2013.
- Simonides: Epigrams and Elegies. Edited with Introduction, Translation, and Commentary. Oxford 2020.